# Cheiloporina filamentosa
Cheiloporina filamentosa är en mossdjursart som först beskrevs av James Barrie Kirkpatrick 1890.  Cheiloporina filamentosa ingår i släktet Cheiloporina och familjen Cheiloporinidae. Inga underarter finns listade i Catalogue of Life.